# Giovanni Felini
Giovanni Felini (Quinzanello, 3 ottobre 1909 – ...) è stato un calciatore italiano, di ruolo difensore.

## Carriera
Cresciuto nel Brescia, con il quale gioca 4 partite realizzando una rete in Coppa CONI nel 1927, dopo un anno alla Clarense passa all'Udinese, con cui debutta in Serie B nella stagione 1930-1931 disputando 73 partite.
L'anno successivo passa al Siena, con cui disputa quattro campionati conquistando la promozione in Serie B al termine della stagione 1934-1935. Con i toscani gioca tra i cadetti nel 1935-1936 disputando 33 partite.
Nel 1936 passa al Verona, con cui gioca per altri quattro anni in Serie B totalizzando 125 presenze; milita poi nella Pro Palazzolo.

## Palmarès

### Club

#### Competizioni nazionali
- Prima Divisione: 1

Siena: 1934-1935